# Sarah Ferguson (Journalistin)

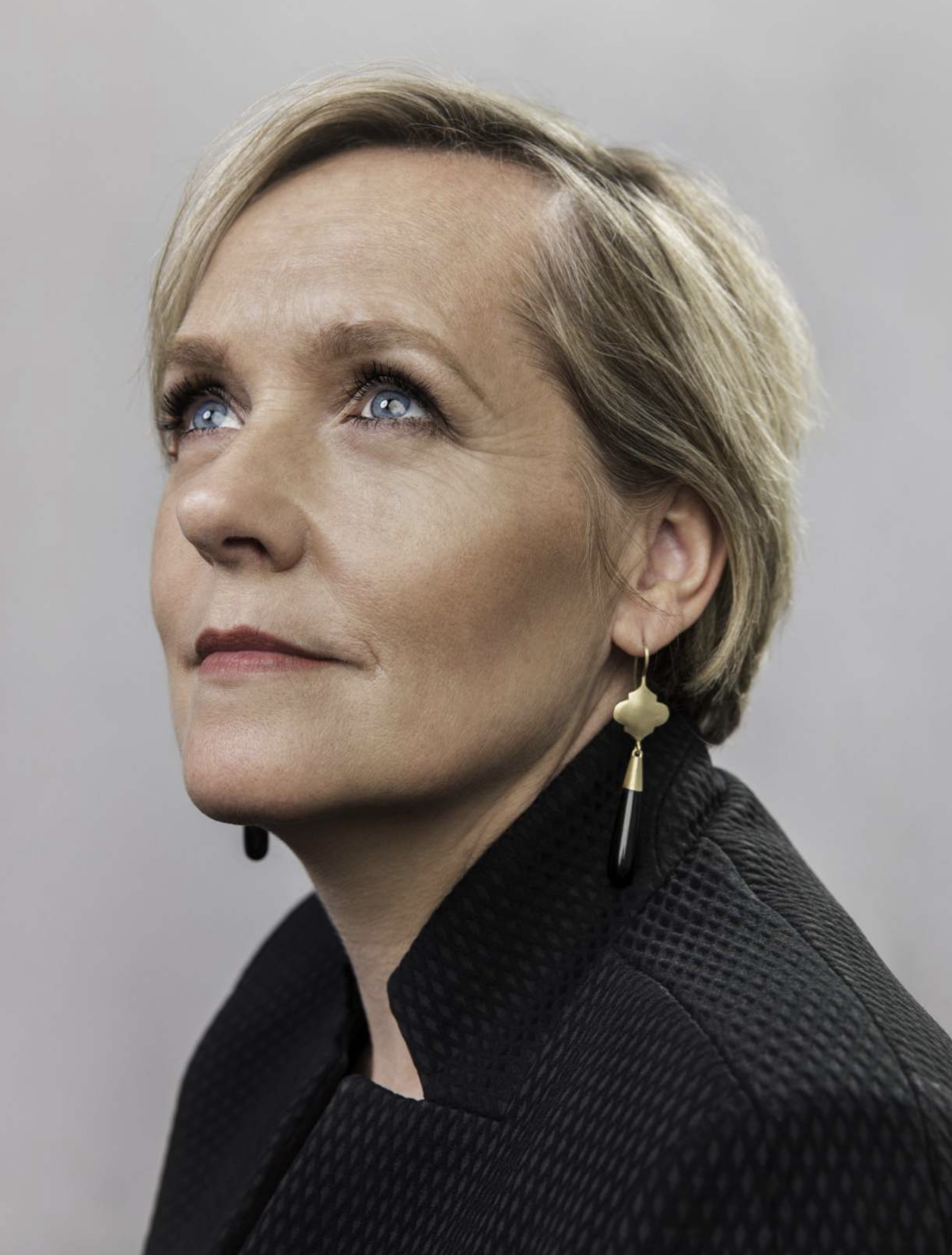
Sarah Ferguson

Sarah Ferguson (* 31. Dezember 1965 in Lagos, Nigeria) ist eine australische Journalistin. Sie ist vor allem für ihren direkten und konfrontativen Stil bekannt.
Die britischstämmige Journalistin und Autorin wurde in Lagos geboren. Als der Biafra-Krieg ausbrach, kehrten ihre Eltern mit ihr nach Großbritannien zurück. Nach ihrem Literaturstudium am King’s College London schrieb sie Kunstkritiken für The Independent. Im Jahr 1989 zog sie nach Paris und arbeitete als Journalistin. 1992 lernte sie dort den ABC-Korrespondenten Tony Jones kennen und arbeitete mit ihm an einem Bericht über französische Politik. Im Jahr darauf heirateten sie, das Paar hat zwei gemeinsame Kinder. Im Jahr 2000 arbeitete sie als Reporterin für das australische Fernsehprogramm Insight von SBS und ab 2004 für Sunday des Channel 9.
Später arbeitete sie für das australische Fernsehprogramm Four Corners von ABC.
Seit 2014 ist sie Moderatorin des Nachrichtenjournals 7.30, zunächst nur als Vertretung, später dauerhaft.
2020 veröffentlichte sie zusammen mit Nial Fulton die dreiteilige Dokumentation Revelation. Diese zeigte Gerichtsverfahren der katholischen Kirche wegen Kindesmissbrauchs und interviewte die Sexualverbrecher Vincent Ryan und Bernard McGrath.

## Auszeichnungen
Sarah Ferguson wurde vielfach ausgezeichnet. So mehrfach mit dem Queensland Premier's Literary Award, dem AACTA Award, dem Amnesty International Australia Media Awards und mehrfach mit einem Walkley Award. Am 5. August 2017 verlieh ihr die Universität Sydney die Ehrendoktorwürde.

## Veröffentlichungen
- The Killing Season Uncut, mit Patricia Drum, 2016, ISBN 978-1525219177
- On Mother, 2018, ISBN 978-0-522-87408-2